# Стадион Индепенденс парк (Јамајка)
Стадион Индепенденс парк (Јамајка) (енгл. Independence Park (Jamaica)) је вишенаменски стадион у граду Кингстон (Јамајка). Стадион је грађен за Игре Британске империје и Комонвелта 1966. У њему се налазе разноврсни спортски објекти. Статуа Боба Марлија означава улаз у локацију. Главно спортско место у комплексу је Национални стадион.

## Национални стадион
Национални стадион се првенствено користи за фудбал (као домаћи терен Фудбалског савеза Јамајке), али се такође сматра врхунцем атлетског такмичења у Западној Индији јер је дом атлетске репрезентације Јамајке за Олимпијске игре и игре Комонвелта.
Изграђен је за Игре Централне Америке и Кариба 1962, за које је био главни стадион на којем су се одржавале церемоније отварања и затварања, атлетска и бициклистичка такмичења. Такође је био дом Игара Британске империје и Комонвелта 1966. Прима 35.000 људи.
Стадионски садржаји укључују:
- 400м ИААФ регулациона стаза за трчање (стаза за загревање источно од главног стадиона је реновирана како би се створила такмичарска стаза друге светске класе)
- бетонски велодром од 500 метара који окружује стазу за трчање
- фудбалско игралиште по ФИФА стандарима
- медијски центар
- 11 приватних апартмана и краљевска ложа.

Статуа освајача златне олимпијске медаље Дон Кари је на улазу на стадион. Остале статуе у комплексу су статуе Артура Винта, Херб Мекенлија и Мерлене Оти.

## Златни куп
У 2019. години, овај стадион је коришћен за 2 утакмице Конкакафовог златног купа. Тај турнир се већински играо у Сједињеним Државама.
| № | Датум         | Репрезентације     | Резултат | Златни куп  | Гледалаца |
| - | ------------- | ------------------ | -------- | ----------- | --------- |
| 1 | 17. јун 2019. | Курасао – Салвадор | 0 : 1    | Групна фаза | 17.874    |
| 2 | 17. јун 2019. | Јамајка – Хондурас | 3 : 2    | Групна фаза | 17.874    |